# Гай Калпурний Пизон Фруги
Вижте пояснителната страница за други личности с името Гай Калпурний Пизон.
Гай Калпурний Пизон Фруги (на латински: Caius Calpurnius Piso Frugi; † 57 пр.н.е.) е сенатор на Римската република.

## Биография
Произлиза от фамилията Калпурнии с когномен Пизон Фруги. Син е на Луций Калпурний Пизон Фруги (народен трибун 89 пр.н.е.) и правнук на историка Луций Калпурний Пизон Фруги.
Той е вероятно ученик на Цицерон и е талантлив млад оратор. През 67 пр.н.е. се сгодява за Тулия, дъщеря на Цицерон и се жени за нея през декември 63 пр.н.е. Двамата нямат деца.
През 58 пр.н.е. Калпурний е квестор и заедно с Тулия се застъпват при неговия далечен роднина, тогавашния консул Луций Калпурний Пизон Цезонин, за връщането на Цицерон от изгнание. Калпурний умира през 57 пр.н.е. преди Тулия да посрещне баща си в Брундизиум.